# 列尔韦斯
列尔韦斯，是西班牙卡斯蒂利亚-拉曼恰托莱多省的一个市镇。总面积33平方公里，总人口535人（2001年），人口密度16人/平方公里。